# Kathy Fiscus
Kathryn Anne Fiscus, née le 31 août 1945 et morte le 8 avril 1949, dite Kathy Fiscus, est une petite fille américaine morte à l'âge de 3 ans après être tombée dans un vieux puits à San Marino, en Californie. La tentative de sauvetage, retransmise en direct à la radio et à la télévision sur la chaîne KTLA, constitue un événement important dans l'histoire de la télévision aux États-Unis,.

## Biographie
L'après-midi du vendredi 8 avril 1949, Kathy est en train de jouer avec sa sœur Barbara (9 ans) et son cousin Gus sur un terrain vague de San Marino lorsqu'elle tombe dans un étroit puits à eau abandonné, de seulement 36 cm de diamètre. Son père, David Fiscus, travaille pour l'entreprise California Water and Telephone Co., celle-là même qui a foré le puits en 1903. Il avait récemment témoigné devant la législature de l'État pour qu'une loi oblige à cimenter tous les vieux puits.

### Tentative de sauvetage
En quelques heures, un grand effort de sauvetage est mis en place impliquant des « foreuses, derricks, bulldozers et camions d'une douzaine de villes, trois grues géantes et cinquante projecteurs venus des studios d'Hollywood ». Une corde est descendue pour la remonter, mais elle ne parvient pas à s'y agripper et tombe même encore plus profondément. Après avoir creusé jusqu'à une profondeur de 100 pieds (un peu plus de 30 mètres), les sauveteurs atteignent Kathy dans la nuit du dimanche 10 avril.
Il est tout de suite évident que Kathy est morte. Il est impossible de la déplacer à cause de la position de ses jambes. Une corde est descendue depuis l'entrée du puits et attachée autour d'elle pour doucement la mettre dans une autre position, dans laquelle le docteur Robert McCullock, un des médecins de la famille Fiscus, travaillant depuis l'ouverture latérale, peut la libérer. L'entrepreneur Bill Yancey la ramène à la surface.
La famille de Kathy est informée immédiatement. Une heure plus tard, le docteur Paul Hanson fait la déclaration suivante aux plus de 10 000 personnes qui s'étaient rassemblées pour assister au sauvetage : « Kathy est sans doute morte très peu de temps après que l'on eut entendu sa voix pour la dernière fois vendredi. Sa famille a été informée et maintenant nous vous informons. Le docteur McCullock a constaté le décès de Kathy et aide maintenant à récupérer son corps. Pour le bien de la famille qui est très éprouvée, ainsi que par égard pour toutes les personnes qui ont apporté leur aide, nous vous prions de quitter les lieux de l'accident. Si cela avait été votre enfant, nous sommes certains que vous n'auriez pas voulu qu'une foule reste sur les lieux de la tragédie ». Il lit ensuite un message de la famille : « Il n'y a rien que nous pouvons dire pour remercier entièrement le grand nombre de gens qui nous ont aidé de manière désintéressée. Beaucoup de ces gens sont rentrés chez eux prendre un repos plus que nécessaire. Nous leur sommes sincèrement reconnaissants pour leurs incroyables sacrifices. Merci beaucoup ». Il a été établi qu'elle est morte rapidement après la deuxième chute, par manque d'oxygène.

### Couverture médiatique
La tentative de sauvetage reçoit une attention nationale aux États-Unis car elle est retransmise en direct à la radio et à la télévision — encore un nouveau média — par la chaîne KTLA et leur reporter Stan Chambers (en) qui est au début de sa carrière. Cet événement est considéré comme important dans l'histoire de la diffusion en direct,. Stan Chambers lui dédie deux chapitres de son livre KTLA's News at 10 et ajoute : « Les historiens, en 1994, s'accordent à dire que la diffusion du sauvetage de Kathy Fiscus marque le début de la couverture médiatique en direct ».
L'histoire de Kathy Fiscus revient sur le devant de la scène 40 ans plus tard, en 1987, au moment du sauvetage réussi de Jessica McClure (en).
Le puits est situé à proximité du lycée de San Marino et ne comporte aucun signe distinctif hormis une dalle couvrant l'ouverture.

### Hommage
Kathy est enterrée au Glen Abbey Memorial Park à Bonita. Il est écrit sur sa tombe : « One Little Girl Who United the World for a Moment » (« Une petite fille qui unit le monde pour un instant »).
Le chanteur de musique country Jimmie Osborne enregistre en 1949 la chanson The Death of Little Kathy Fiscus. Elle se vendit à un million d'exemplaires et Osborne reversa la moitié des gains à la famille Fiscus. D'autres artistes reprirent la chanson, comme Kitty Wells et Howard Vokes,.

## Héritage
Woody Allen met en scène une version romancée de la tragédie de Kathy dans son film de 1987, Radio Days. Une petite fille nommée Polly Phelps tombe dans un puits près de Stroudsburg, en Pennsylvanie. L'événement devient national et, comme Kathy, Polly ne survit pas.
Les films Le Puits (1951), Le Gouffre aux chimères de Billy Wilder (1951) et -30- de Jack Webb (1959) sont aussi en partie inspirés par cet épisode.
En France, l'histoire de Kathy Fiscus est relatée en 2001 par Pierre Bellemare dans son livre Survivront-ils ? : 45 suspenses où la vie se joue à pile ou face.